# Christina (1953)
Christina (Untertitel: Die Geschichte einer jungen Liebe) ist ein deutsches Filmdrama aus dem Jahr 1953 unter der Regie von Fritz Eichler. Neben Barbara Rütting in der Titelrolle spielen Lutz Moik, Franziska Kinz, Eva Rimski und Werner Fuetterer die Hauptrollen.

## Handlung
Christina Neuhaus bekommt eine Stellung bei den Stauffers vermittelt. Die junge Frau, deren Heimat Siebenbürgen ist, gehört zu den Heimatvertriebenen und musste das elterliche Gut in Karlsaue nach dem Krieg zurücklassen. Klaus Stauffer betreibt zusammen mit seiner Mutter Anna eine Mühle, die mehr schlecht als recht dasteht. Dem Wunsch der Mutter entsprechend ist Klaus mit der reichen Bankierstochter Renate Frank so gut wie verlobt und glaubt auch, in ihr die Frau fürs Leben gefunden zu haben. Das ändert sich, als Christina ins Haus der Stauffers kommt. Von Anfang an fühlt Klaus sich zu der warmherzigen, natürlichen Frau hingezogen. Auch der alte Knecht Czybulka, der ebenfalls aus seiner Heimat Siebenbürgen flüchten musste, schließt Christina sogleich in sein Herz. Und auch den Fabrikanten Werner Holk zieht es immer öfter zur Mühle der Stauffers hin.
Noch wagt Klaus Stauffer es nicht, sich den Wünschen seiner Mutter zu widersetzen, obwohl er deutlich spürt, dass es Liebe ist, die ihn zu Christina hinzieht. So zaudert er und lässt die junge Frau, die ihm ebenfalls von Anfang an zugetan ist, in dem Glauben, dass er es ernst mit ihr meine. Als Czybulka Christina darüber aufklärt, dass Klaus mit Renate Frank zusammen ist, zieht sie sich verletzt zurück. Obwohl Klaus versucht mit seiner Mutter zu sprechen, besteht sie darauf, dass er die Bankierstochter heiratet. Ohne dass Klaus davon weiß, weist sie Christina nach diesem Gespräch aus dem Haus und erzählt ihr, dass sie nicht länger bleiben könne, da es Renate, der zukünftigen Frau ihres Sohnes, nicht zuzumuten sei, mit ihr unter einem Dach zu leben.
In dieser Stimmung findet Holk Christina vor und bietet ihr auf seine charmante Art eine Stellung an, die sie nach einigem Zögern auch annimmt. Holk wirbt zwar um die junge Frau, gibt sich aber vorerst mit einer Freundschaft zufrieden. Kurz darauf zeigt Holk Christina eine Einladung, die er zur Vermählung von Renate und Klaus erhalten hat. Als beide einige Zeit später zusammen ausgehen, führt sie ihr Weg ausgerechnet in das Lokal, in dem Klaus an diesem Abend seinen Polterabend mit Renate feiert. Obwohl Holk sich sofort zurückziehen will, fordert Christina ihn trotzig – einem bäuerlichen Brauch entsprechend – zum Tanz auf und verursacht damit einen Eklat. Renate ist außer sich und stellt Klaus ein Ultimatum. Er löst die Verbindung daraufhin. Seine Mutter glaubt nun alles verloren. Ein Gespräch mit dem alten Czybulka stimmt sie nachdenklich. Kurz darauf kommt Klaus zu seiner Mutter, um ihr klarzumachen, dass er Christina auf jeden Fall heiraten werde, auch wenn das vielleicht das Ende des Familienbetriebs nach sich ziehe.
Endlich sieht Klaus’ Mutter ein, dass sie falsch gehandelt hat und das Glück ihres Sohnes wichtiger ist, als finanzielle Sicherheit. Sie verwehrt dem jungen Paar nun nicht länger ihren Segen. Aber auch Holk, von dem die Mühle abhängig ist, zeigt, dass er ein großartiger Mann mit Format ist, und sichert zu, die Stauffers mit Aufträgen zu unterstützen. Christina ist nun nicht nur mit dem Mann, den sie liebt, zusammen, sondern hat auch wieder eine Heimat.

## Produktion und Hintergrund
Es handelt sich um einen Erich-Waschneck-Film; Produktionsfirma war die Fanal-Film Produktion und Vertriebs GmbH (Berlin). Für die Filmbauten waren Wilhelm Vorwerg und Wilhelm Klaue verantwortlich. Der Ton oblag Ewald Otto, das Tonsystem war von Klangfilm-Eurocord. Gedreht wurde unter anderem im Filmstudio Berlin-Tempelhof unter der Aufnahmeleitung von Fritz Renner, Regieassistenz Charlotte Kaiser, Produktionsleitung Alfred Bittins. Für die Kostüme sorgte Gretel Waschneck. Weitere Filmaufnahmen entstanden im Sommer 1953 auf dem Simonshof bei Bad Neustadt im Rhönland. Herbert Windt, von dem die Filmmusik stammt, gehörte zu den prominentesten Filmkomponisten des Dritten Reichs. Er arbeitete in dieser Zeit eng mit Leni Riefenstahl zusammen.
Im Film wird ein Liebespaar aufgeschreckt, das sich im Busch vergnügt, woran der damalige Direktor des Simonhofes wegen angeblicher „Sittenlosigkeit“ Anstoß nahm. Für Barbara Rütting war es ihr dritter Spielfilm, nachdem sie gerade erst für ihren zweiten Film Die Spur führt nach Berlin mit dem Bundesfilmpreis als beste Nachwuchsdarstellerin ausgezeichnet worden war.
Christina wurde am 16. September 1953 unter der Nummer 06603 einer FSK-Prüfung unterzogen und ab 16 Jahren freigegeben mit dem Vermerk „feiertagsfrei“.
Filmmusik
- Komm bald zurück, Du allerliebster Mein (Die Holdertau)
- Siebenbürgener Polka

## Veröffentlichung
Christina wurde in der Bundesrepublik Deutschland am 9. Oktober 1953 im Astoria in Bielefeld erstmals aufgeführt. Die Platzanweiserinnen trugen bei der Premiere Trachten aus Siebenbürgen. In Dänemark lief der Film am 24. Januar 1955 unter dem Titel Christina – Hedebondens datter an.

## Kritik
Cinema beschreibt den Film als „Heimatdrama mit Nachkriegsflair“.
In der Zeitschrift Neuer Deutscher Kurier Nr. 45/1953, die von dem Heimatvertriebenen Theodor Oberländer gegründet worden war, war seinerzeit zu lesen: „Der Film trägt in unaufdringlicher Form dazu bei, das Verständnis für diejenigen Deutschen im klein gewordenen Vaterland zu wecken, die seit Jahren zusätzlich darin leben müssen. Er zeigt, dass es zumindest ebenso wertvolle deutsche Menschen gewesen sind, die außerhalb der Grenzen Deutschlands wohnten.“